# Парижская керамическая мастерская русских художников
Парижская керамическая мастерская русских художников — мастерская по росписи фарфора и фаянса в традиционном русском стиле, существовавшая в 1875—1883 г. в Париже, объединившая в своей работе многих известных русских художников.

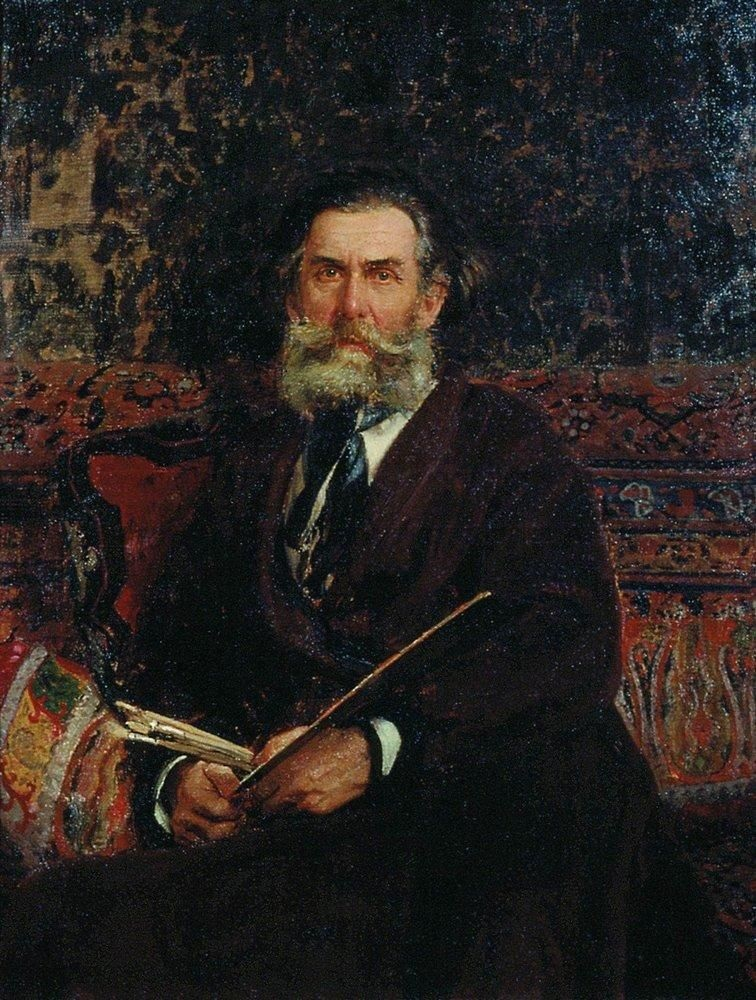
А. П. Боголюбов — один из инициаторов создания мастерской, 1876 г.

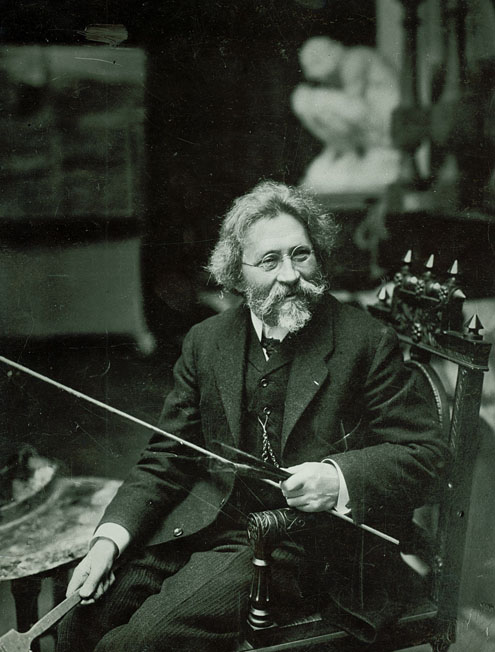
Репин, Илья Ефимович, принимавший участие в работе мастерской.

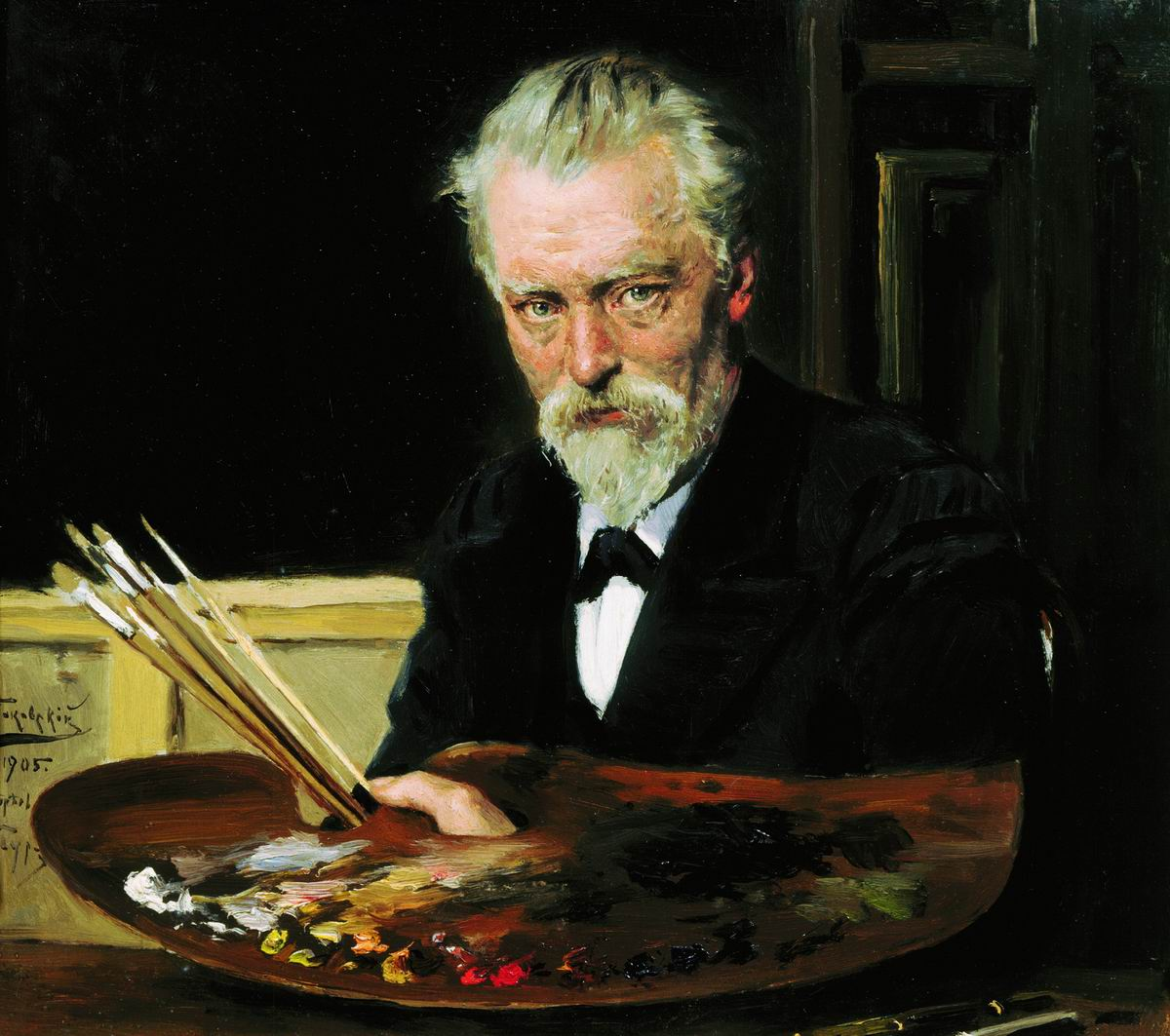
Маковский, Владимир Егорович, принимавший участие в работе мастерской.

## История создания
Инициатива создания мастерской исходила от художника А. П. Боголюбова.
С 1874 года в связи с болезнью, Боголюбов большую часть времени проживал в Париже. В его доме по вторникам собирались молодые русские художники, находящиеся под его опекой как профессора Императорской Академии художеств.
В 1886 году во время этих встреч сформировалась идея создания керамической мастерской где смогли бы проявить себя и заработать на жизнь начинающие русские художники.
Мастерская открылась а арендованном помещении в доме художника и владельца фабрики по росписи керамики Франсуа Жилло на парижской улице Рю Фенелон, 9.
Первоначально финансированием предприятия занимался банкир Самуил Поляков, однако, выпускаемая продукция, быстро завоевала популярность в Париже и мастерская вскоре перешла на самоокупаемость. Работы раскупались нарасхват прямо из печи.
Руководителем мастерской стал Евдоким Алексеевич Егоров, уже имевший опыт в росписи фарфора и фаянса. Мастерская становится эпицентром русской культуры. Она не только давала возможность молодым русским художникам, заработать, расписывая фаянс и фарфор, но и популяризировала русское искусство. В работе мастерской принимали участие многие известные русские художники, проживавшие в то время в Париже — И. Е. Репин, В. Д. Поленов, Е. Д. Поленова, В. Е. Маковский, К. А. Савицкий, А. К. Беггров, Н. Д. Дмитриев-Оренбургский, И. П. Похитонов и др.
Впоследствии Боголюбов писал в своих воспоминаниях о деятельности мастерской: 

«Лучшими художниками оказались И. Е. Репин, В. Д. Поленов, а потом М. Я. Виллие и И. П. Похитонов»— Воспоминания Боголюбова о деятельности мастерской
Мастерская проработала до начала 1880-х годов. Известны работы, датированные 1882—1883 годами.

## Работы мастерской
Мастерская в своей работе сумела объединить как творческие так и коммерческие начала.
Большим спросом у французской публики пользовались популярностью традиционные русские сюжеты на которые и ориентировалось производство мастерской: пейзажи, исторические сцены из жизни страны и религиозные сюжеты.
Одни из первых работ — блюда, созданные в знак благодарности основоположникам мастерской Боголюбову и Полякову. По прошествии года работы мастерской, во время празднования нового 1876 года, ее сотрудники преподнесли Боголюбову большое блюдо, расписанное
Репиным, Поленовым, Дмитриевым-Оренбургским К.Е. Маковским, Беггровым. По борту блюда была сделана надпись: «Нашему хорошему Алексею Петровичу Боголюбову от юных друзей его преподносится сей первый блин».
В 1876 году художники мастерской коллективно расписали блюдо с изображениями на тему строительства железных дорог в России, и преподнесли его Полякову в знак благодарности за помощь в становлении предприятия.
Существенная доля росписей осуществлялась по собственным эскизам Боголюбова, Егорова и Похитонова.
В своей переписке с В. В. Стасовым И. Е. Репин отмечал своей тонкостью и тщательностью пейзажи расписанные Боголюбовым:

«У Боголюбова вышло несколько вещей замечательной ценности. Надо отдать ему справедливость, что его вещи украшают мастерскую и поднимают высокую керамику»— Репин И. Избранные письма.1867-1930: в 2т.,1969.
Блюда А. П. Боголюбова с монохромными пейзажами отличаются гармоничным подбором цвета. Их сюжеты перекликаются с его живописными работами. Росписи Е. А. Егорова выполнены в традиционном народном стиле, часто переложенном на исторический сюжет. Выделяются его работы на религиозный сюжет, в частности — несколько вырирнтов изображения Спаса Нерукотворного на плате, поддерживаемого двумя ангелами. Некоторые из работ выполнены совместно с его женой — гравером и иллюстратором Марией Кирилловной Егоровой.
Парижская керамическая мастерская пример успешной попытки объединения русских художников, проживающих за рубежом, в творческое и экономическое содружество производителей росписи фарфора и фаянса в традиционной русской манере.
Работы мастерской редко встречаются в музейных и частных коллекциях.
Часть из них представлены Русском Музее, Радищевском музее, других музеях и частных коллекциях.
Самое большое собрание, сформировавшееся в результате завещания самого А. П. Боглюбова находится в саратовском Радищевском музее. Среди 55 экспонатов 37 за росписью А. П. Боголюбова.
В Третьяковской галерее в 2019—2020 годах на юбилейной выставке в честь 170-летия со дня рождения Похитонова были представлены шесть монохромных тарелок с рисунками и автографами художника (из собрания московского коллекционера О. Л. Маргания).
Среди известных работ Парижской мастерской, известных по музейным собраниям и частным коллекциям:
- большое блюдо с двусторонней росписью (надпись на обороте «№ 1. Парижская керамическая мастерская русских художников основана в 1876 году»;
- декоративная тарелка с росписью П. Шиндлера (1876 г.);
- блюдо — подарок А. П. Боголюбову (1876 г.; авторы росписи — Е. Репина, Е. Д. Поленова, А. К. Беггров, Н. Д. Дмитриев-Оренбургский, К. А. Савицкий);
- блюдо «Вилла Доризо» (1876 г.; роспись А. П. Боголюбова);
- блюдо «Мельница в Вёле» (1876 г.; роспись А. П. Боголюбова);
- декоративная тарелка «Двое в лодке на реке» (кон. 1870-х гг.; роспись И. П. Похитонова);
- декоративная тарелка «Лесная речка с ветлами на берегу» (кон. 1870-х гг.; роспись И. П. Похитонова);
- блюдо «Сокольничий» (1879 г.; по борту надпись: «Соколъ на одномъ мъстъ не сидитъ а гдъ видитъ птицу туда и летитъ»; роспись Е. А. Егорова);
- декоративные блюда с росписью Натальи Васильевны Дмитриевой-Оренбургской (1883 г.);
- кафель «Железная дорога» (роспись А. П. Боголюбова);
- кафель «Охотник с собакой» (роспись И. П. Похитонова);
- декоративная тарелка «Ночной пейзаж» (роспись А. П. Боголюбова);
- кафель «Деревушка» (роспись Н. Д. Дмитриева-Оренбургского);
- кафель «Ярмарка» (роспись А. П. Боголюбова);
- основание под лампу (по радиусу надпись — «Русская керамическая мастерская»; роспись А. П. Боголюбова);
- блюдо «Боярин во дому, как Адам во раю» (1889 г.(?)) и др.[7]

## Галерея работ

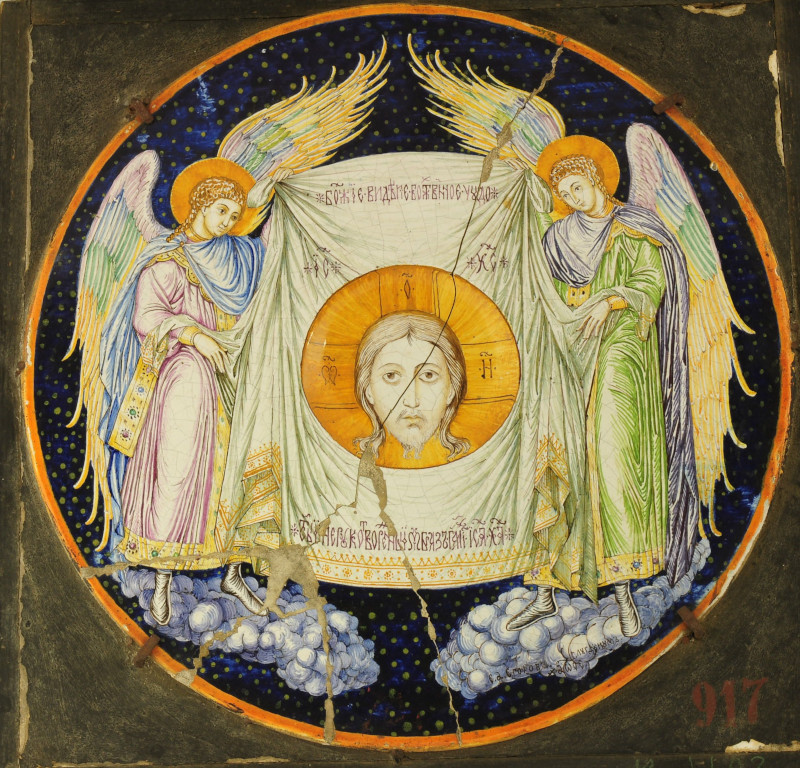
Спас Нерукотворный, ок. 1880.
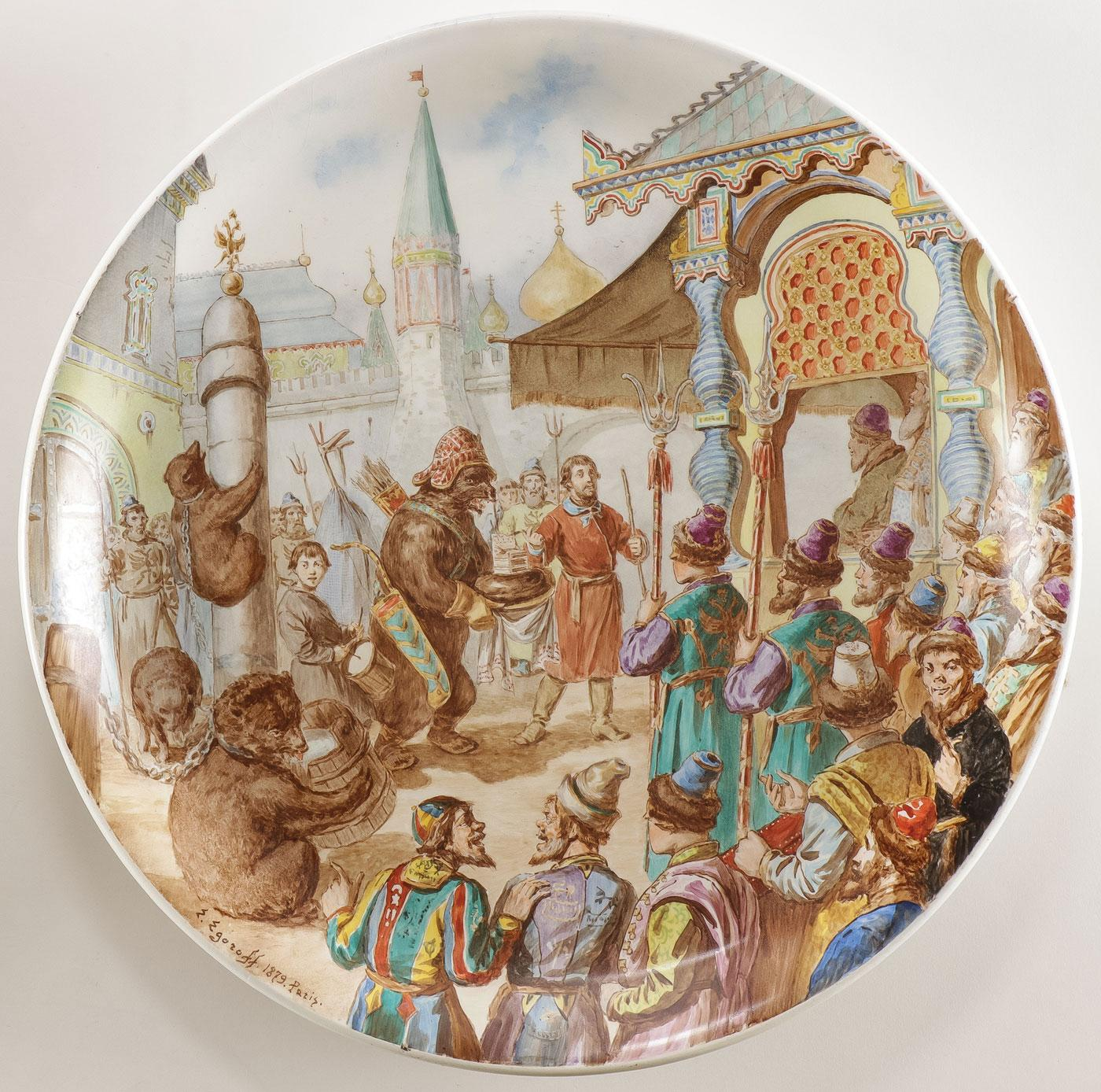
Царь Фёдор и медведь.
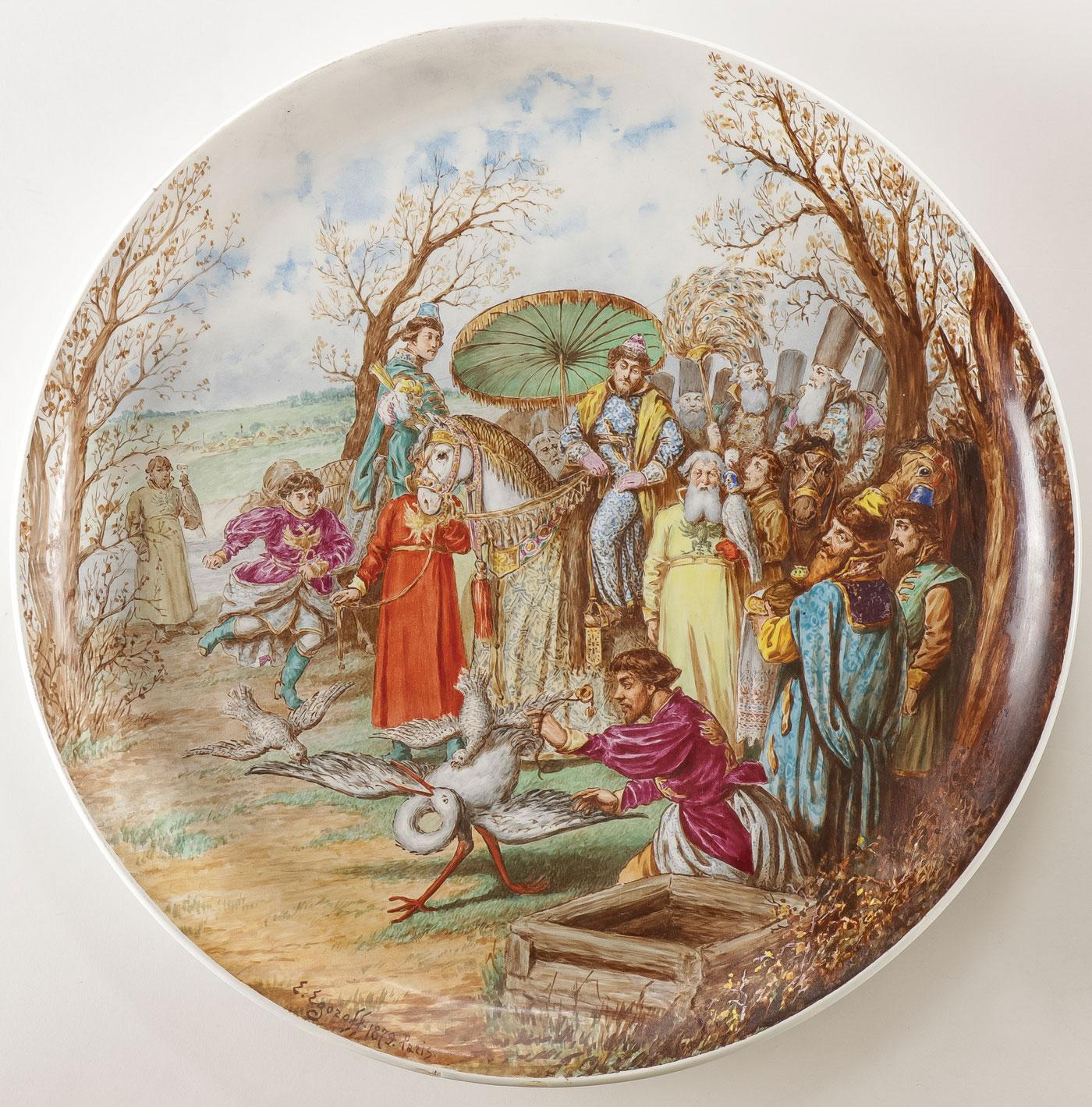
Историческая сцена из русской жизни.
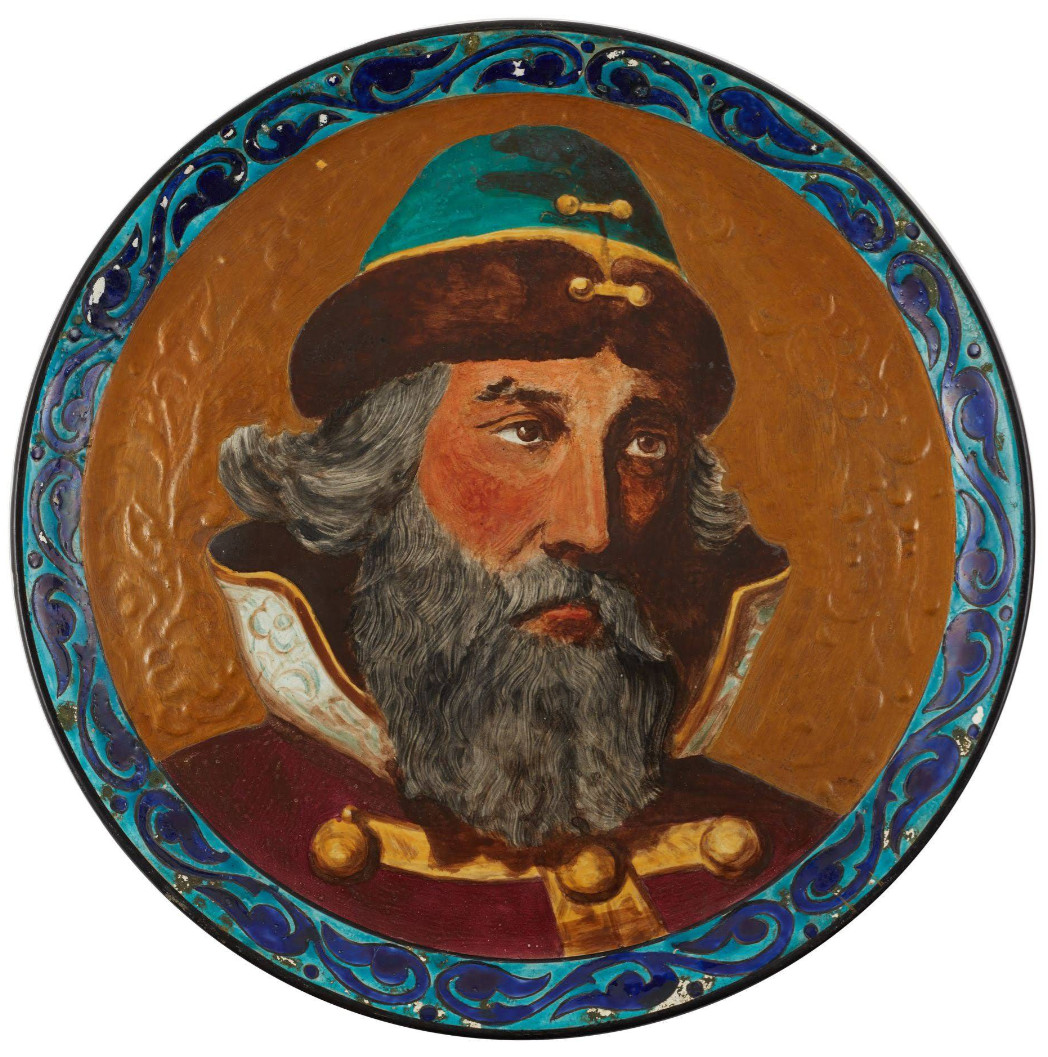
Портрет Русского боярина 1882 г.
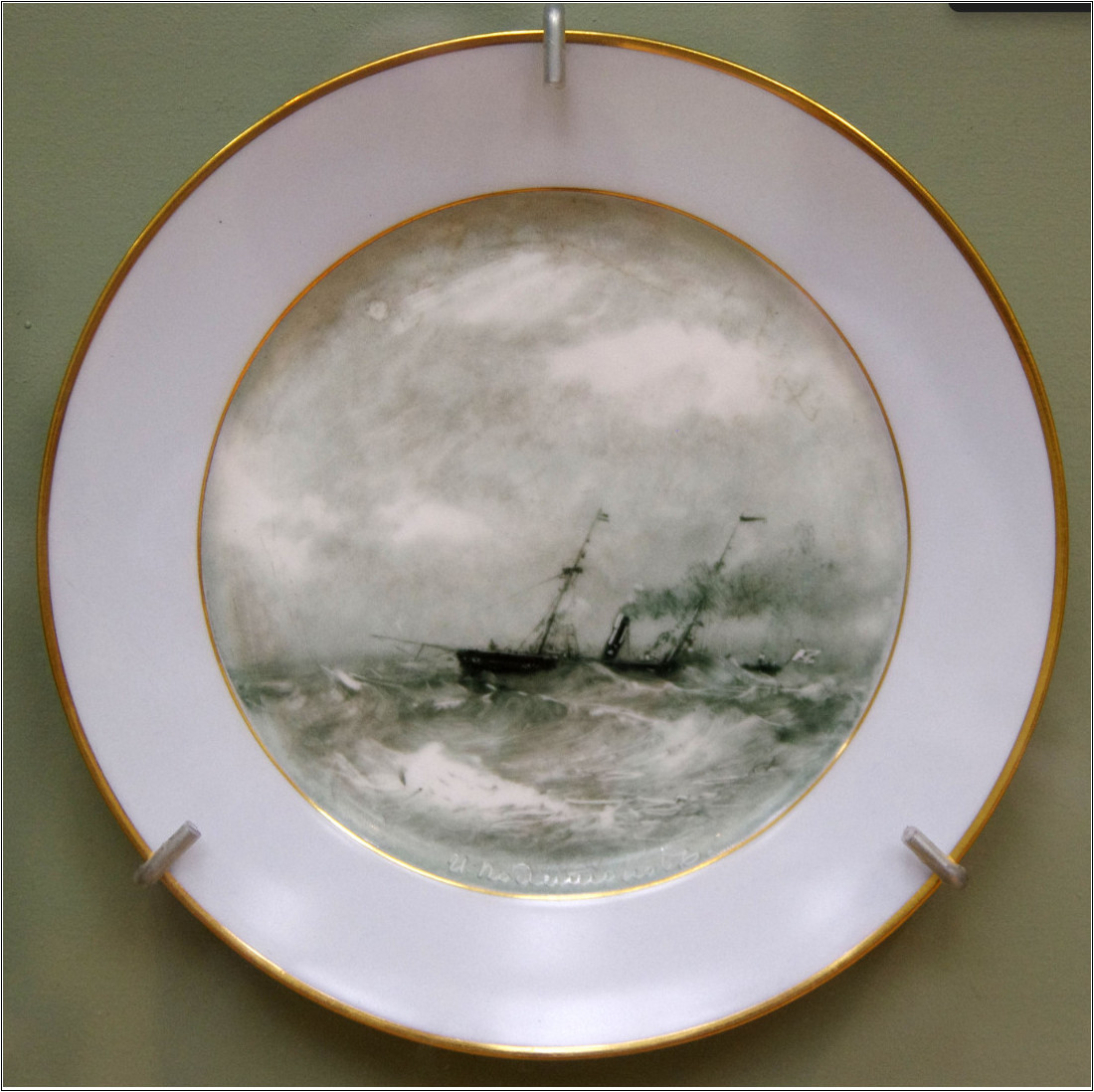
Корабль в море, конец 1870-х – начало 1880-х.
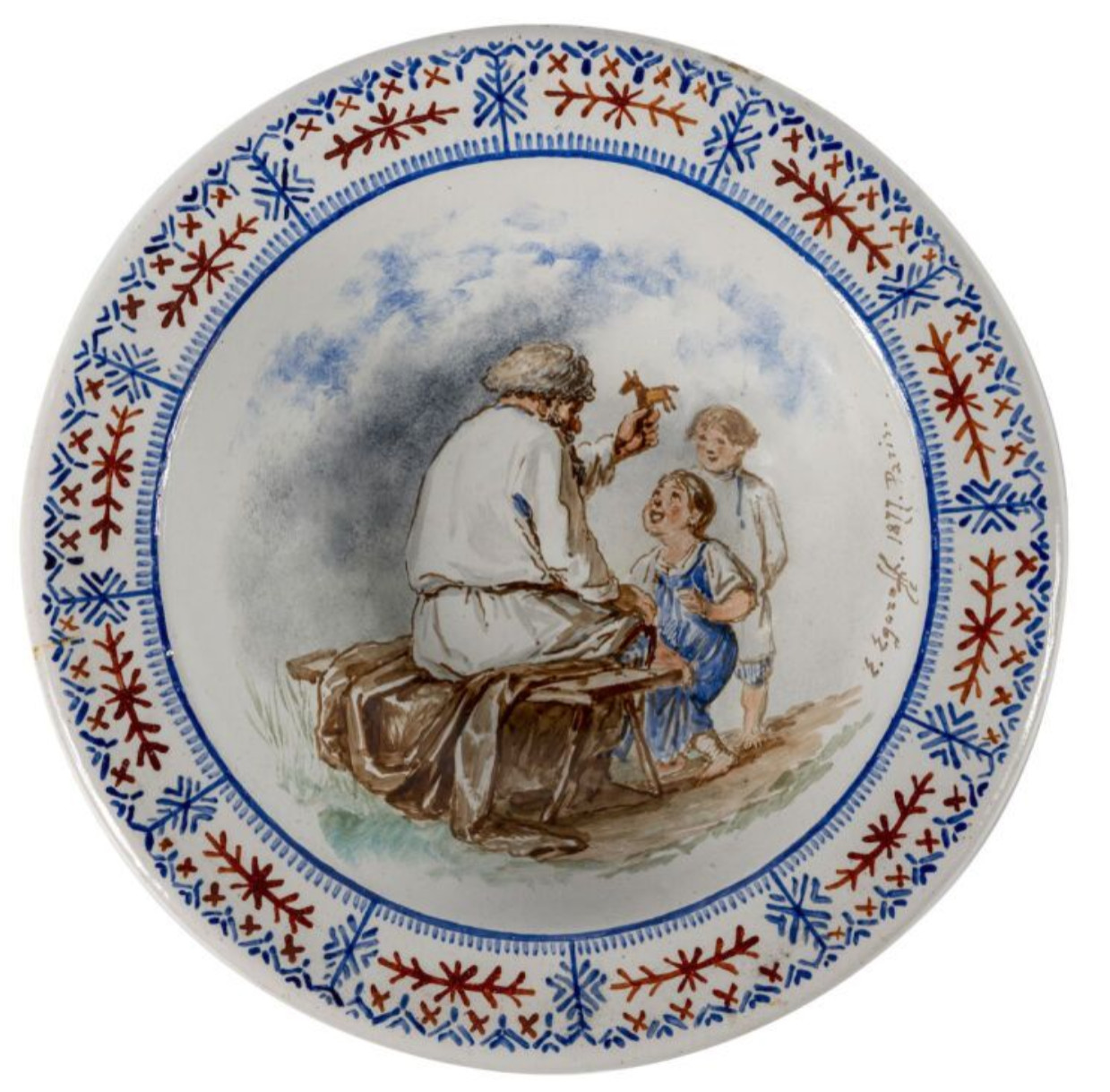
Спас Нерукотворный 1883 г.